# Martouni (Gegharkunik)
Pour les articles homonymes, voir Martouni (homonymie).
Martouni (en arménien Մարտունի) est une communauté rurale du marz de Gegharkunik, en Arménie. Elle compte 683 habitants en 2008.